# Општина Думбравица (Брашов)
Думбравица (рум. Dumbrăviţa) општина је у Румунији у округу Брашов.
Oпштина се налази на надморској висини од 524 m.